# CarGo
CarGo Technologies doo (CarGo) апликација је која служи за наручивање услуге иновативне помоћи на путу и повезивање корисника са пружаоцима услуга путем апликације. Основан у Београду 2015. године, тренутно послује у неколико градова у Европи.
Цела наплата се врши искључиво електронски, путем онлајн транакција преко кредитне или дебитне картице. CarGo тренутно броји преко 750.000 регистрованих корисника и преко 3.000 партнера који пружају ову услугу и једина је апликација у Србији која све своје услуге наплаћује искључиво дигитално. Сви регистровани корисници су и чланови Удружења грађана CarGo.
CarGo располаже искључиво електричним аутомобилима, као што су Toyota, SEAT, Volkswagen и Renault, али и возачи раде са сопственим возилима у CarGo систему.

## Класе возила
Сваки регистровани корисник има опцију да изабере неку од 4 класе у апликацији - МИНИ, ЕКО, класу возила за особе са инвалидитетом и БИЗНИС класу.
Возила за особе са инвалидитетом су посебно дизјанирана како би све особе са инвалидитетом могле путем једног клика у апликацији да наруче услугу.

## Признања и награде
је током претходних година освојио бројне награде и признања за свој рад, а најзначајније је што је амерички часопис Forbes уврстио CarGo у 10 предузећа у свету на које треба обратити пажњу у 2019. години 
Такође је 2019. године добио признање од Привредне коморе Србије,, као и Француско-српске привредне коморе.

## Галерија
- Сеат флота возила
- Фолскваген флота возила
- Тојота флота возила
- КарГо возила за особе са инвалидитетом
- Рено флота возила